# Jo Jo English
Stephen „Jo Jo“ English (* 4. Februar 1970 in Frankfurt am Main, Bundesrepublik Deutschland) ist ein ehemaliger US-amerikanischer Basketballspieler der National Basketball Association (NBA). Er arbeitet heute als College- und High-School-Coach.

## Karriere

### College
Geboren in Frankfurt, wuchs English in Hopkins, South Carolina auf. Er führte seine Lower Richland High School Diamond Hornets zu zwei 4A-High School-Staatsmeisterschaften in South Carolina. Nach der High School spielte er zwischen 1988 und 1992 für die Gamecocks der University of South Carolina und erzielte 1439 Punkte in 115 Spielen. Er erreichte mit der Hochschule 1989 das Turnier der NCAA Division I Basketball Championship und 1991 das National Invitation Tournament, wurde 1991 ins All-Metro Second Team der Metropolitan Conference, der die Gamecocks zwischen 1983 und 1991 angehörten, gewählt und in jedem Jahr mit einem Varsity Letter ausgezeichnet.

### NBA
Die Chicago Bulls nahmen English im Dezember 1992 für sechs Spiele unter Vertrag. In derselben Saison spielte er für die Tri-City Chinook der Continental Basketball Association (CBA), einer Basketball-Minor League, die bis 2009 bestand und aus der auch einige D-League-Franchises hervorgehen sollten. In der nächsten Saison wechselte er zu den La Crosse Catbirds und wurde im November 1993 erneut von den Bulls unter Vertrag genommen. Er spielte in 36 Spielen der regulären Saison und sieben Spielen der Postseason. Hier wurde er gegen die New York Knickerbockers durch eine körperliche Auseinandersetzung mit Derek Harper landesweit bekannt. Der Trubel bezog beide Bänke mit ein und verlagerte sich unter den Augen Commissioner David Sterns bis in die Zuschauerränge. Seniorvizepräsident Rod Thorn sprach Sperren von einem und zwei Spielen gegen English und Harper aus. Die Eastern-Conference-Semifinals gingen ohne Michael Jordan in drei zu vier Spielen verloren. English spielte im November 1994 noch acht Spiele für die Bulls der kommenden Saison und wurde erneut aus dem Kader gestrichen.
English spielte fortan in der CBA oder im Ausland. Neben 21 Spielen für die Adelaide 36ers spielte er ein Spiel für die Purefoods Corned Beef Cowboys in der Philippine Basketball Association, bis er sich verletzte. Zwei Jahre später spielte er eine Saison für die St. Lucia Realtors, wurde aber im Anschluss daran wegen Vertragsbruchs lebenslang auf den Philippinen gesperrt. Er spielte außerdem in der Türkei, Israel und Frankreich. In Israel war er Rekord-Korbschütze der Saison 1999/2000.

### Coaching
Nach seiner aktiven Karriere kehrte English zur University of South Carolina zurück und holte seinen Abschluss in Kriminalrecht nach. Zur selben Zeit war er Assistenz-Coach des Damenteams. Danach war er auf High-School- und Junior-Varsity-Level Assistenz- und Chefcoach für Damen- und Herrenteams bei seiner eigenen High School, Eau Claire und Scott’s Branch High School.
Zwischen 2013 und 2015 war English Head Coach der Sumter High School Gamecocks und führte sie 2015 zur 4A-Staatsmeisterschaft. Von 2015 bis 2017 war er Assistenzcoach der Catawba College Indians in der NCAA Division II.
Von 2018 bis 2021 war English Head Coach der Richland Northeast High School Cavaliers. Seine Defensivphilosophie als Coach führt er auf die gemeinsame Spielvorbereitung mit Scottie Pippen während seiner Zeit bei den Bulls zurück.
2021 übernahm Jo Jo English die Head Coach-Position bei den Diamond Hornets seiner Alma Mater Lower Richland.